# Apriyani Rahayu
Apriyani Rahayu, född 29 april 1998, är en indonesisk badmintonspelare. 

## Karriär
Vid olympiska sommarspelen 2020 i Tokyo, som arrangerades 2021, tog Rahayu guld tillsammans med Greysia Polii i dubbel.